# Elizabeth Caroline Crosby

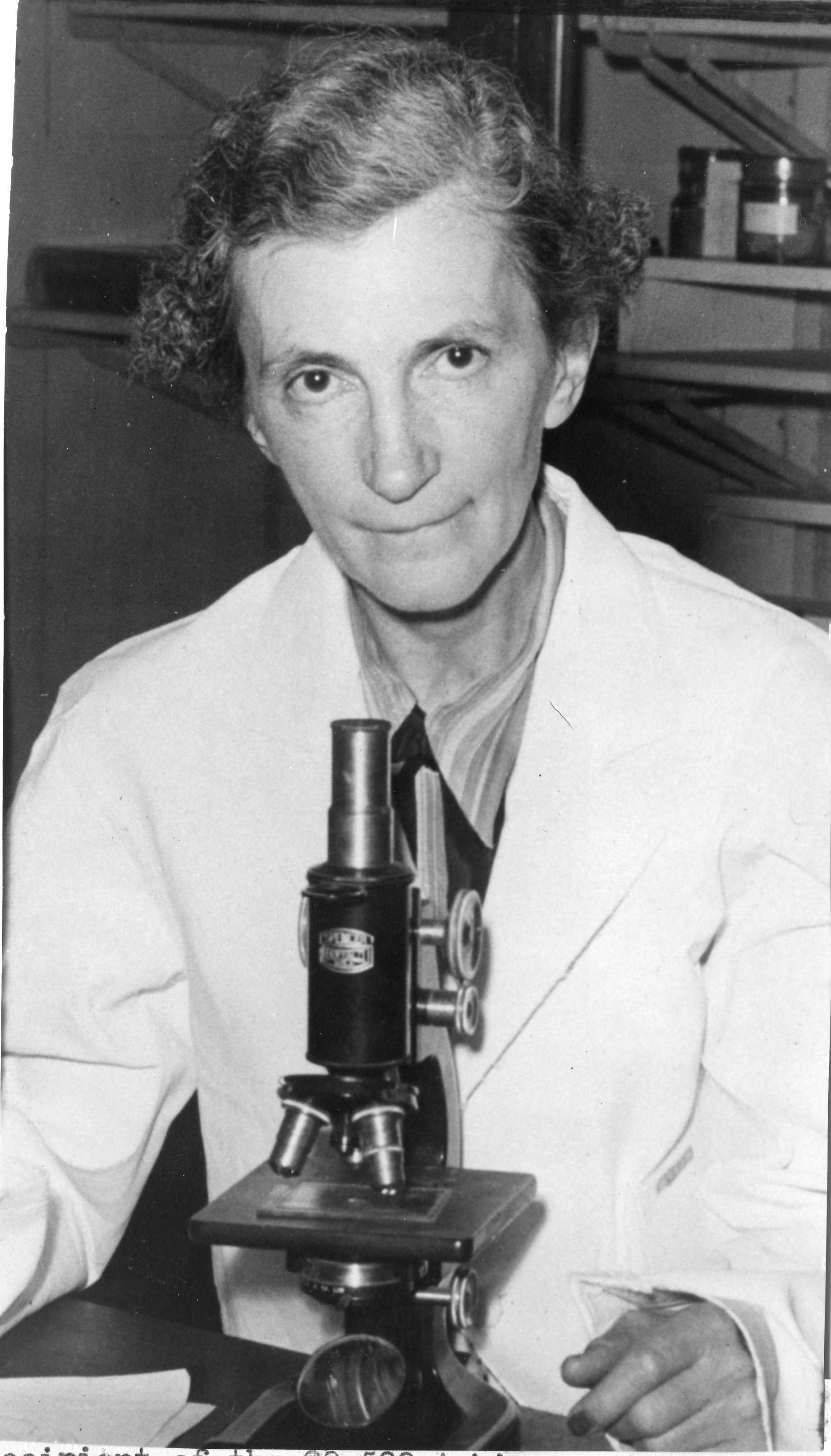
Elizabeth Caroline Crosby

Elizabeth Caroline Crosby (ur. 25 października 1888, zm. 1983) – amerykańska neuroanatom. Wykładała na University of Michigan Medical School. Od 1963 związana z University of Alabama w Birmingham. Zajmowała się głównie neuroanatomią porównawczą. W 1980 została odznaczona National Medal of Science.

## Wybrane prace
- Elizabeth Caroline Crosby, H.N. Schnitzlein. Comparative Correlative Neuroanatomy of the Vertebrate Telencephalon. New York: MacMillan, 1982
- Correlative Anatomy of the Nervous System. New York: MacMillan, 1962
- Charles Judson Herrick, Elizabeth C. Crosby. A Laboratory Outline of Neurology. Philadlephia: W.B. Saunders Company, 1918.